# Aeropuerto de Pudozh
El aeropuerto de Pudozh (en ruso: Аэропорт Пудож; ; ICAO: ULPA; IATA: ) es un pequeño aeropuerto local situado a 5 kilómetros al noreste de Pudozh, en la República de Carelia, en Rusia. 
El espacio aéreo está controlado desde el FIR de Petrozavodsk (ICAO: ULPP)

## Pista
Cuenta con una pista de grava en dirección 04/22 de 896x30 metros (2.940x98 pies).